# Terricciola
Terricciola – miejscowość i gmina we Włoszech, w regionie Toskania, w prowincji Piza. Znajduje się około 50 km na południowy zachód od Florencji i około 30 km na południowy wschód od Pizy.
Według danych na rok 2004 gminę zamieszkiwało 3925 osób, 91,3 os./km².